# Joseph Racine
Joseph Racine (18 de julho de 1891 — 28 de outubro de 1914) foi um ciclista francês que competiu em duas provas de ciclismo de estrada nos Jogos Olímpicos de Verão de 1912. Foi morto em combate durante a Primeira Guerra Mundial.